# Enhanced Cartridge Interface (ECI)
| \| A \| B \| C \| D \| E \| F \| H \| \| 1 \| 2 \| 3 \| 4 \| 5 \| 6 \| 7 \| |         |                           |   |   |   |   |
| Patillatge                                                                  |         |                           |   |   |   |   |
| A                                                                           |         | Reservat                  |   |   |   |   |
| B                                                                           | /IRQ    | Interrupt request         |   |   |   |   |
| C                                                                           | /HALT   | Halt CPU                  |   |   |   |   |
| D                                                                           | A13     | CPU Address bus line 13   |   |   |   |   |
| E                                                                           | A14     | CPU Address bus line 14   |   |   |   |   |
| F                                                                           | A15     | CPU Address bus line 15   |   |   |   |   |
| H                                                                           | GND     | Masa                      |   |   |   |   |
| 1                                                                           | /EXTSEL | External Select           |   |   |   |   |
| 2                                                                           | /RST    | Reset output              |   |   |   |   |
| 3                                                                           | /D1XX   | Chip select at area $D1xx |   |   |   |   |
| 4                                                                           | /MPD    | Math Pack (FP) disable    |   |   |   |   |
| 5                                                                           |         | Audio input               |   |   |   |   |
| 6                                                                           | /REF    | Refresh cycle             |   |   |   |   |
| 7                                                                           |         | +5V                       |   |   |   |   |
| A                                                                           | B       | C                         | D | E | F | H |
| 1                                                                           | 2       | 3                         | 4 | 5 | 6 | 7 |

L'Enhanced Cartridge Interface, abreujat ECI (Interfície de cartutx millorada) era una extensió de 14 pins a la ranura de cartutxos dels ordinadors de 8 bits Atari XE. Permetia als dispositius externs accedir a les línies de dades i al bus del sistema. És similar funcionalment i compatible a nivell programari amb el Parallel Bus Interface (PBI) de la gamma Atari XL.
L'ECI està present en els ordinadors Atari 65XE europeus, Atari 130XE i Atari 800XE. Entre uns altres, està suportat pels següents perifèrics:
- KMK/JŻ/Idea IDE Interface Arxivat 2008-04-30 a Wayback Machine.: proporciona una interfície IDE

- ICD MIO Board : proporciona un RAMdisk, un port paral·lel d'impressora, un port sèrie i una interfície de disc dur

- CSS Black Box : proporciona una interfície SCSI, un port paral·lel d'impressora, un port sèrie, una controladora d'unitats de disquet i un menú de gestió del sistema.